# Takizawa
Takizawa (Japans: 滝沢市, Takizawa-shi) is een Japanse stad in de prefectuur Iwate. In 2019 telde de stad 55.594 inwoners. 

## Geschiedenis
Sinds 1 april 1889 werd Takizawa gezien als dorp. Op 1 januari 2014 werd Takizawa benoemd tot stad (shi). 

## Geboren in Takizawa
- Azusa Iwashimizu (voetballer)

Steden:
Hachimantai · Hanamaki · Ichinoseki · Kamaishi · Kitakami · Kuji · Miyako · Morioka (hoofdstad) · Ninohe · Ōfunato · Ōshū · Rikuzentakata · Takizawa · Tōno

Districten:
Higashiiwai · Isawa · Iwate · Kamihei · Kesen · Kunohe · Ninohe · Nishiiwai · Shimohei · Shiwa · Waga
Gemeenten per district